# Pickering (Missouri)
Pickering è un villaggio degli Stati Uniti d'America della contea di Nodaway nello Stato del Missouri. La popolazione era di 160 persone al censimento del 2010.

## Geografia fisica
Pickering è situata a 40°27′02″N 94°50′31″W (40.450541, -94.841966).
Secondo lo United States Census Bureau, ha un'area totale di 0,19 miglia quadrate (0,49 km²).

## Storia
Pickering prende il nome da Pickering Clark, un funzionario delle ferrovie.

## Società

### Evoluzione demografica
Secondo il censimento del 2010, c'erano 160 persone.

### Etnie e minoranze straniere
Secondo il censimento del 2010, la composizione etnica della città era formata dal 100,0% di bianchi.